# Kristian Dacey
Pas d'image ? Cliquez ici

a Compétitions nationales et continentales officielles uniquement.

b Matchs officiels uniquement.
Dernière mise à jour le 10 juillet 2023.
Kristian Dacey, né le 25 juillet 1989 à Merthyr Tydfil au pays de Galles, est un joueur international gallois de rugby à XV. Il évolue au poste de talonneur.

## Biographie
Kristian Dacey est appelé dans le groupe des joueurs qui préparent le Tournoi des Six Nations 2015,. La même année, il est retenu dans un groupe élargi de 47 joueurs pour la préparation de la Coupe du monde 2015, annoncé par Warren Gatland.
En avril 2023, il est annoncé qu'il prend sa retraite sportive à l'âge de trente-trois ans. Cependant, en juillet, il rejoint le club de Brecon RFC (en), où évolue son frère Gavin, en deuxième division galloise.

## Statistiques
Kristian Dacey compte huit sélections, dont trois en tant que titulaire, avec l'équipe du pays de Galles sans marquer aucun point.